# NGC 5177
NGC 5177 (również PGC 47337) – galaktyka spiralna (S?), znajdująca się w gwiazdozbiorze Panny. Odkrył ją Ernst Hartwig 29 czerwca 1883 roku.
W galaktyce tej zaobserwowano supernową SN 2010cr.